# Station Kép
Station Kép is een spoorwegstation aan de Spoorlijn Hanoi - Lạng Sơn, de spoorlijn van Hanoi naar Lạng Sơn in het noorden van Vietnam. Het ligt tevens aan de Spoorlijn Kép - Lưu Xá.
Het spoorwegstation is gevestigd in xã Tân Thịnh, een xã ten noorden van Kép. Voor het spoorwegstation ligt een emplacement.